# Агамалиев, Фарзали Гаибкули оглы
Фарзали Гаибкули оглы Агамалиев (азерб. Fərzəli Qayıbqulu oğlu Ağamalıyev) — азербайджанский учёный, доктор биологических наук (1977), профессор.

## Биография
Фарзали Агамалиев родился 5 февраля 1936 года в селе Джомардли Сисианского района Армянской ССР. В 1962 году окончил биологический факультет Азербайджанского государственного университета. В 1968 году защитил кандидатскую диссертацию по теме «Бентические инфузории западного побережья Южного Каспия».
С 1962 по 1978 год работал в институте зоологии АН Азербайджанской ССР.
В 1977 году защитил диссертацию на соискание ученой степени доктора биологических наук по теме «Свободноживущие инфузории Каспийского моря».
С 1979 и по сегодняшний день работает в должности заведующего кафедрой «Зоологии беспозвоночных» Бакинского государственного университета. Ведёт занятия по дисциплинам: «Зоология беспозвоночных», «Протозоология», «Местная фауна», «Избранные главы зоологии беспозвоночных».
Владеет азербайджанским, турецким и русским языками.
Семейное положение: женат, четверо детей.

## Научная деятельность
Агамалиев Фарзали — автор 130 научных работ, одной монографии, 4 книг и 5 методических указаний.
Под его руководством защитились 4 кандидата наук.
Учёным впервые были изучены инфузории Каспийского моря, выявлены 30 новых для науки видов.
Область исследований ученого — Протозоология; Фауна и экология инфузорий Каспийского моря.

### Основные научные труды
- Новые данные по фауне инфузорий микробентоса Северного Апшеронского залива и прилегающих островов Каспийского моря. Москва, Зоологический журнал т. 83, № 1, с. 5-12, 2004.
- Биологическая очистка воды с антропогенными загрязнениями. Вестник Бакинского Университета, Серия естественных наук, № 1, с. 48-52, 2004.
- Выяснение роли прилежащих тел (Corpora allata) в регуляции количественных фотопериодических реакций у моноволтинной расы тутового шелкоприяда «Юбилейная». Вестник Бакинского Университета, Серия естественных наук, № 3, с. 78-84, 2004.
- Фауна и развития инфузорий в Сумгаитской очистительных сооружениях. Вестник АПУ, № 4, с. 195—197, 2005.
- Фауна и экология инфузорий Каспийского моря. Баку, Конгресс «Energy, Ecology, Ekolomy», с. 321—323,2005.
- Инфузории микробентоса опрененных заливов (лиманов) Каспийского моря. Вестник Бакинского Университета, Серия естественных наук, № 4, с. 58-61, 2004.
- Изучение микро- макрофауны обрастаний Апшеронского побережья Каспия. Баку, Труды Зоологического Института, том XXVIII, с. 60-66, 2006.
- Инфузории обрастаний опресненных заливов Каспийского моря. Вестник БГУ, № 3, с. 42-46, 2007.
- Биоценозы Северного Апшеронского залива. Баку, Труды Зоологического Института, Т I, с. 395—400, 2008.

### Книги
- «Инфузории Каспийского моря». Монография, 1983.
- «Вода, металл и биологическое обрастание». с. 148, 1988.
- «Основы сравнительной анатомии беспозвоночных». Учебное пособие, 2002.
- «Зоология беспозвоночных». Учебно-методическое пособие, 2003.
- «Практикум по зоологии беспозвоночных». Учебное пособие, 2004.